# فرودگاه شهرستان هریسون
فرودگاه شهرستان هرسن (به انگلیسی: Harrison County Airport (Texas)) یک فرودگاه همگانی بهره‌برداری هوایی با کد یاتا ASL است که یک باند فرود آسفالت دارد و طول باند آن ۱۰۰۶ متر است. این فرودگاه در شهر مارشال، تگزاس کشور ایالات متحده آمریکا قرار دارد و در ارتفاع ۱۰۹ متری از سطح دریا واقع شده‌است.